# Jerry Merryman
Jerry Dale Merryman (17 de juny de 1932 – 27 de febrer de 2019) va ser un enginyer elèctric i inventor estatunidenc. Va ser membre de l'equip a Texas Instruments que va desenvolupar la primera calculadora de butxaca el 1965.

## Biografia
Merryman va néixer el 17 de juny de 1932 prop de Hearne, Texas. Va anar a la Texas A&M University però no va arribar a graduar-se.
Merryman va començar la seva carrera a Texas Instruments el 1963. Amb Jack Kilby i James Van Tassel, va inventar la calculadora de butxaca el 1965. Dos anys més tard, "és va presentar la primera patent per la calculadora." Merryman es va retirar com a enginyer a la Texas Instruments el 1994 però va continuat treballant per a ells com a assessor.
Merryman es va casar tres vegades. Primer amb Vernette Posey, després Sally Simon i finalment Phyllis Lee. Va tenir una filla, Melissa.
Merryman va morir d'insuficiència cardíaca i renal el 27 de febrer de 2019 a Dallas, Texas, amb 86 anys.